# Big Game – Die Jagd beginnt
Big Game – Die Jagd beginnt (Originaltitel: Big Game) ist ein finnisch-britisch-deutscher Action-Abenteuerfilm von Jalmari Helander aus dem Jahr 2014. Der Film basiert auf dem gleichnamigen 2013 veröffentlichten Roman von Dan Smith.
Der Film hatte am 5. September 2014 beim Toronto International Film Festival seine Premiere. Der Kinostart in Finnland war am 25. März 2015, in Deutschland am 18. Juni 2015 und in den USA am 26. Juni 2015.

## Handlung
Oskari, ein schüchterner 13-jähriger Finne, verbringt aufgrund einer Tradition seines Dorfes eine ganze Nacht allein im Wald. Dort soll er beweisen, dass er ein echter Mann ist, indem er mit Pfeil und Bogen ein wildes Tier erlegt. Zur selben Zeit wird die Air Force One des US-amerikanischen Präsidenten von Terroristen mit Boden-Luft-Raketen attackiert. Der in einer Rettungskapsel aus der abstürzenden Maschine evakuierte Präsident William Alan Moore wird zufällig von Oskari inmitten des Waldes gefunden.
In den nächsten Stunden sind die zwei auf sich allein gestellt und es beginnt ein Überlebenskampf, den sie nur gemeinsam bewältigen können. Doch bald wird klar, dass der Wald nicht die einzige Gefahr ist, sondern auch die Attentäter ihre Spur gefunden haben und ihnen auf den Fersen sind. Nach einer langen Suche, bei der sie versuchen, das Rettungsteam der American Special Forces zu finden, muss Oskari schließlich seine Stärke beweisen, indem er den Präsidenten rettet, und so können beide den Attentätern rund um Morris, einen Secret-Service-Agenten, und Hazar, dessen Auftraggeber, entkommen.

## Produktion
Der Film wurde hauptsächlich in Bayern gedreht. Zu den Drehorten gehörten unter anderem die Bavaria Filmstudios in München und Garmisch-Partenkirchen.
Das Filmbudget belief sich auf geschätzte 8,5 Millionen Euro. Am Startwochenende konnte der Film in den USA 16.909 US-Dollar einspielen.

## Trivia
Onni Tommila, der Schauspieler, der Oskari verkörpert, ist der Sohn von Jorma Tommila, der auch im Film seinen Vater Tapio spielt.

## Rezension
Der Film wurde gemischt aufgenommen. Während er bei Rotten Tomatoes eine Bewertung von 77 Prozent erreichte, bekam er beispielsweise von Filmstarts nur 3,5 von 5 Sternen. Von Kino.de wurden dem Streifen 3 von möglichen 5 Sternen verliehen.
Der Filmdienst beurteilt Big Game als „solide inszenierte[n], dramaturgisch einfallsreiche[n] Actionfilm, der für die absurde Handlung einen durchaus angemessenen Erzählton findet“, bemängelt aber, dass „seine kritische Haltung […] zunehmend der Faszination für die US-amerikanische Militärmacht [erliegt].“